# Morgan Johansson
Tomas Morgan Johansson (Höganäs, 14 maggio 1970) è un politico svedese.
Membro del Riksdag per il collegio elettorale della contea della Scania dal 1998, dal 10 settembre 2019 al 18 ottobre 2022 ha ricoperto la carica di Viceministro di Stato della Svezia.